# Cantó de Moret-sur-Loing
El cantó de Moret-sur-Loing és un antic cantó francès del departament del Sena i Marne, que estava situat al districte de Fontainebleau. Comptava amb 14 municipis i el cap era Moret-sur-Loing.
Va desaparèixer al 2015 i el seu territori es va dividir entre el cantó de Montereau-Fault-Yonne i el cantó de Nemours.

## Municipis
- Champagne-sur-Seine
- Dormelles
- Écuelles
- Épisy
- Montarlot
- Montigny-sur-Loing
- Moret-sur-Loing
- Saint-Mammès
- Thomery
- Veneux-les-Sablons
- Vernou-la-Celle-sur-Seine
- Ville-Saint-Jacques
- Villecerf
- Villemer

## Història
| Data d'elecció                           | Identitat              | Partit               | Qualitat |
| ---------------------------------------- | ---------------------- | -------------------- | -------- |
| 1945-1949                                | M. Saclier             | SFIO                 |          |
| 1949-1955                                | Georges de Saint-André | RPF, després radical |          |
| 1955-1973                                | Henri Maugé            | Divers droite        |          |
| 1973-1992                                | Roland Dagnaud         | Divers droite        |          |
| 1992-2004                                | Patrick Septiers       | UDF                  |          |
| 2004-                                    | Michel Bénard          | PS                   |          |
| les dades anteriors no són pas conegudes |                        |                      |          |
|                                          |                        |                      |          |

## Demografia
| A partir de 1990: Població sense dobles comptes |